# Elina Cantacuzino
Elina Cantacuzino (n. oct. 1611, Suceava - d. 2 martie 1687, jud. Prahova) a fost o boieroaică română. Era fiica lui Radu Șerban, domn al Țării Românești (1601-1611). S-a măritat cu boierul Constantin Cantacuzino (postelnicul), un membru al familiei Cantacuzino, cu care a avut mai mulți copii, printre care Drăghici Cantacuzino, Șerban Cantacuzino (domn al Țării Românești), Constantin Cantacuzino stolnicul (umanist și politician), Mihai Cantacuzino (dregător și mare ctitor) și Stanca (măritată Brâncoveanu, mama domnului Constantin Brâncoveanu).
Elina a primit o educație bună în timpul pribegiei tatălui ei la Viena. S-a căsătorit cu marele postelnic Constantin Cantacuzino (cel mai probabil în 1628), având zestre mare de moșii, care s-au adăugat la acelea pe care le deținea mirele, vlăstar de familie grecească stabilită în țările române.
Elina Cantacuzino a călătorit împreună cu fiica sa Stanca Brâncoveanu și fiul Mihai în țările sfinte, vizitând Ierusalimul și Muntele Sinai; în consecință spătarul Mihai a numit una din mănăstirile ctitorite de el Sinaia, de la care provine și numele orașului regal Sinaia.
Elina Cantacuzino a murit în anul 1686, în timpul domniei fiului său Șerban. Testamentul ei, care a limitat partea revenită lui Șerban din marea ei avere, a iscat între acesta și frații săi sânge rău. 